# Pablo Montoya

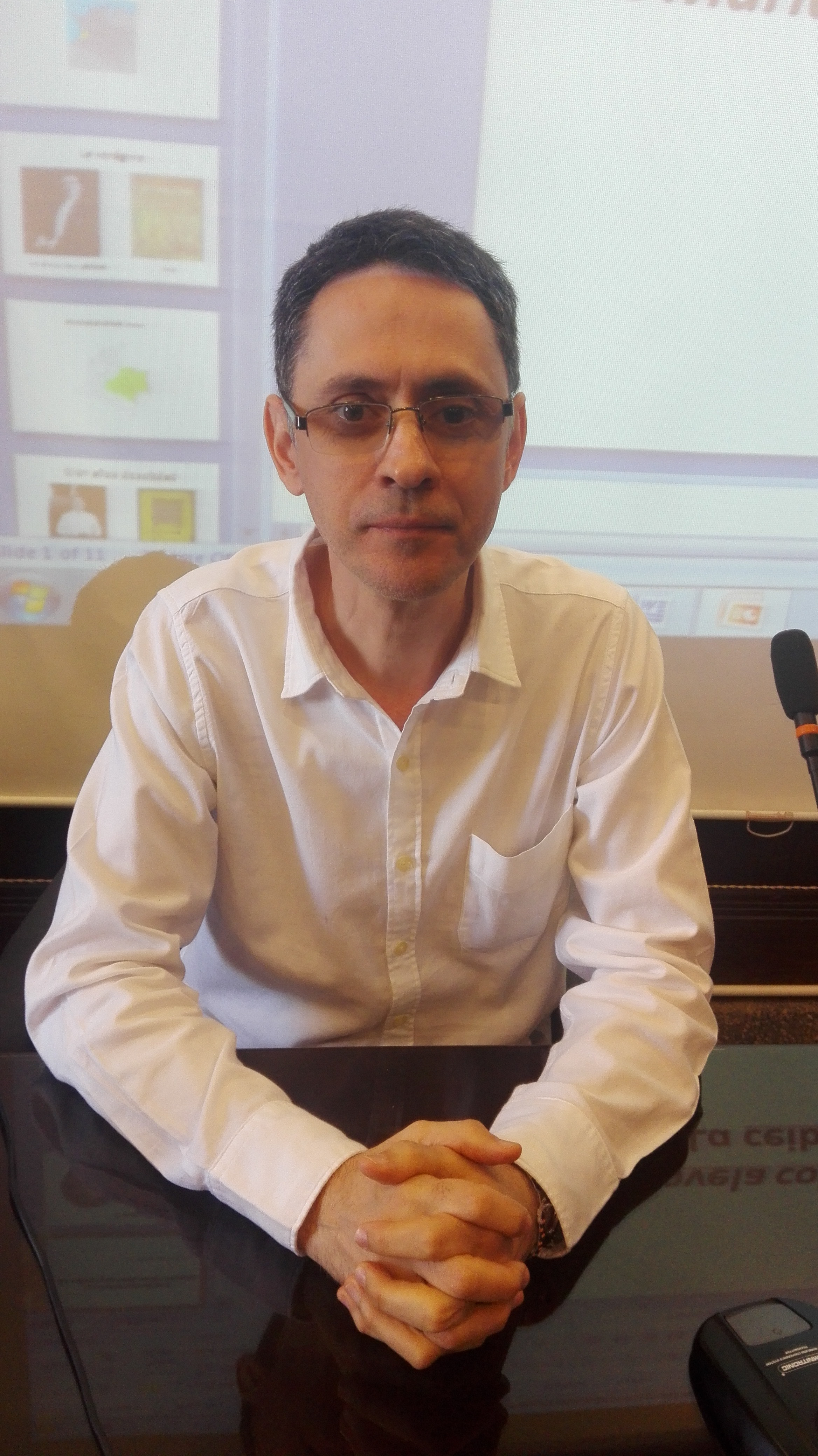
Escritor colombiano Pablo Montoya en 2016

Pablo Montoya (Barrancabermeja, 1963) es un escritor y profesor de literatura colombiano.

## Biografía
Pablo Montoya nace en Barrancabermeja (Santander), pero se cría en Medellín (Antioquia). En esta ciudad realiza sus estudios de primaria en la escuela Juan María Céspedes y de secundaria en el Liceo Antioqueño de la Universidad de Antioquia. Es el noveno de una familia de once hermanos. Su madre, Mariana Campuzano, dedicada al hogar, es quien le transmite el amor por la lectura durante su infancia. Su padre, José Montoya, médico cirujano, lo induce a que haga estudios de medicina. Luego de cuatro semestres cursados en la facultad de medicina de la Universidad de Antioquia, de donde era graduado su padre, Montoya decide abandonar estos estudios y se instala en Tunja donde profundiza sus estudios de música y filosofía y letras. Esta decisión ocasiona una ruptura con su familia, especialmente con el padre, quien interrumpe la ayuda económica destinada a su hijo. Pablo comienza entonces su aprendizaje de la estrechez material que lo acompañará durante años. Poco después de la aceptación del destino artístico de su hijo, el doctor Montoya es asesinado, en medio de un atraco callejero, por una célula urbana del ELN. Este evento, ocurrido en 1985, será crucial para que Pablo Montoya asuma la violencia como uno de los temas
Montoya estudió flauta con los maestros Gabriel Uribe, en Medellín, y con Óscar Álvarez, en Tunja. Los maestros Jorge Zorro y Marco Aurelio Toro lo orientaron en los estudios de armonía, solfeo, contrapunto e historia de la música. Montoya fue flautista de la Orquesta Sinfónica de Vientos de Boyacá, de la Orquesta Sinfónica Juvenil de Colombia y de la Orquesta Filarmónica de Medellín. Igualmente, durante su estadía en Tunja, entre 1984 y 1993, tocó la flauta en la Estudiantina Boyacá y en el Nocturnal Boyacense. Sus primeras publicaciones fueron las notas de programa que hizo para algunos conciertos dados en el Festival Internacional de la Cultura de Boyacá, y una serie de cuentos musicales publicados en revistas de Tunja y Medellín. En Tunja, en 1986, nace su primera hija, Sara Montoya, de la relación que Pablo Montoya tuvo con Myriam Montoya, poeta y escritora. 
En 1993, Montoya viaja a Francia donde residirá hasta 2002. En París realiza sus estudios de maestría y doctorado en Estudios Hispánicos y Latinoamericanos en la Universidad Sorbona Nueva-París 3, bajo la dirección del profesor Claude Fell. La estadía en Francia estará marcada por el exilio y el desarraigo. Montoya se asila políticamente y mientras avanza en sus estudios trabaja en varios oficios: toca flauta en el metro y diversos grupos de música popular, hace aseo en casas y bares, cuida mascotas y niños, pega afiches, reparte publicidad y enseña español y literatura hispanoamericana en institutos y universidades francesas. Es en París, o desde París, donde Montoya publica sus primeros libros: Cuentos de Niquía (1996), La Sinfónica y otros cuentos musicales (1997), Habitantes (1999), Viajeros (1999) y Razia (2001). Su tesis doctoral «La música en la obra de Alejo Carpentier», defendida en 2001, obtiene la máxima calificación otorgada por la universidad francesa. Durante esta primera estadía en París, Montoya vivió con su familia en un pequeño apartamento universitario en la localidad de Antony. Allí vive hasta la ruptura con su pareja que lo lleva a decidirse por volver a Colombia en 2002. 
Con el regreso a Colombia, empieza una intensa labor académica y creativa. Montoya se vincula como profesor de literatura de la facultad de comunicaciones de la Universidad de Antioquia. Con la editorial de esta universidad ya había publicado Viajeros, y en ella aparecen los libros Música de pájaros (2005), Trazos (2007) y Novela histórica en Colombia: entre la pompa y el fracaso (2009). En 2005, Montoya es designado para crear y dirigir el Doctorado en Literatura, primer doctorado en esta especialidad en Colombia. Su coordinación dura hasta 2009. En este período también publica varios libros con el Fondo Editorial EAFIT: Razia, La sed del ojo (2004), Cuaderno de París (2006), Un Robinson cercano: diez ensayos sobre literatura francesa del siglo XX (2013); y con la editorial Tragaluz: Solo una luz de agua: Francisco de Asís y Giotto (2009).
Entre 2009 y 2010 se instala en Alfortville, en las afueras de París, con Alejandra Toro, su esposa. Allí, beneficiándose de un año sabático, escribe los libros Adiós a los próceres (2010) y Los derrotados (2012). Es durante esta estancia que Pablo Montoya comienza a escribir Tríptico de la infamia (2014). 
Pablo Montoya conoce a Alejandra Toro en 2003. Se casan en 2009 y de esta relación nace su segunda hija, en 2013, Eloísa Montoya. Alejandra Toro es profesora de literatura de la Universidad EAFIT y editora de Sílaba Editores. En esta editorial Montoya ha publicado los libros Lejos de Roma (2008), Los derrotados, Español, lengua mía (2007) y Hombre en ruinas (2018).
Con la obtención del premio Internacional de novela Premio Rómulo Gallegos, por su novela Tríptico de la infamia, Montoya sale del anonimato y comienza una fase de su vida literaria llena de viajes, invitaciones, distinciones y reconocimientos. La editorial Penguin Random House, quien publicó Tríptico de la infamia, se interesa por la obra de Montoya y comienza a editar o reeditar sus libros. Hasta el momento ha publicado Terceto (2016), Cuaderno de París (2016), Adiós a los próceres (2016), Un Robinson cercano, diez ensayos sobre literatura francesa (2017), La escuela de música (2018) y La sed del ojo (2019).
Montoya ha sido profesor invitado en las universidades de Mar del Plata, Nueva Sorbona-París 3, Universidad Nacional de La Plata, Universidad Julio Verne en Picardía, Universidad de Bérgamo, Universidad Nacional de Bogotá , Universidad EAFIT y la Universidad Metropolitana de Pereira.
Actualmente, vive en su casa de campo, en El Retiro (Antioquia), cerca de Medellín.

## Descripción de su obra
A lo largo de su vida literaria, Montoya ha abordado tanto la novela, el cuento y el poema, como el ensayo y la crítica literaria. Igualmente, ha incursionado en la crónica cultural y en la traducción. 

Sus novelas más destacadas son Tríptico de la infamia, Los derrotados, Lejos de Roma, y La sed del ojo, las cuales pueden ser consideradas como novelas históricas. Aunque Montoya prefiere entenderlas como novelas de formación o novelas de artista. En una entrevista realizada con la revista «Estudios de Literatura Colombiana» de la Universidad de Antioquia afirma:
Los personajes de mis novelas, que tienen elementos históricos pero que no son exactamente novelas históricas tal como habitualmente se ha entendido este subgénero literario, son creadores que se están formando y, de pronto, se ven estremecidos por las turbulencias de sus ámbitos respectivos. Por tal razón, entre otras, se podría aventurar que mis supuestas novelas históricas son, en realidad, novelas de formación, novelas de artista. Y aunque me he ocupado de la fotografía (en La sed del ojo), de la poesía (en Lejos de Roma), de la música (este es el tema de mi próxima novela), de las ciencias (en Los derrotados), es verdad que el poder de la pintura en Tríptico de la infamia ha resultado, no sé si más eficaz, pero en todo caso más celebrado por la crítica.
Su obra poética está conformada por los libros de poemas en prosa: Viajeros, Trazos, Programa de mano (reunidos en su libro Terceto), Solo una de luz agua: Francisco de Asís y Giotto, Cuaderno de Paris y Hombre en ruinas. La Universidad del Rosario publicó Mi mano busca en el vacío, la primera antología poética de Montoya. Esta edición estuvo a cargo de Luz Mary Giraldo.  
Sus libros de ensayos y crítica literaria más sobresalientes son Novela histórica en Colombia 1988-2008: entre la pompa y el fracaso, Un Robinson cercano: diez ensayos sobre literatura francesa del siglo XX y La música en la obra de Alejo Carpentier. Algunos de sus discursos escritos, al recibir diferentes premios y reconocimientos, están reunidos en su libro Español: lengua mía.
Pablo Montoya, igualmente, es autor de siete libros de cuentos entre los cuales sobresalen: Réquiem por un fantasma, El beso de la noche y Adiós a los próceres.
Su labor como traductor está compilada en sus traducciones de textos clásicos de la literatura francesa como lo son Cándido de Voltaire, El spleen de París de Charles Baudalaire, Tres cuentos de Gustave Flaubert, El extranjero de Albert Camus, y una gran cantidad de cuentos, poemas y ensayos de diferentes escritores de expresión francesa.
En la obra literaria de Montoya se distinguen varias etapas según su temática y las principales influencias que ha recibido. La primera etapa está representada por sus primeros libros publicados cuando vivió en París. Estos libros (Cuentos de Niquía, La Sinfónica y otros cuentos musicales, Habitantes y Razia) Montoya los entiende como de aprendizaje. Allí pueden observarse con claridad diversas influencias. En Cuentos de Niquía aparece Juan Rulfo. En La sinfónica y Razia el eco de Alejo Carpentier y Julio Cortázar es claro, en lo que tiene que ver con el tratamiento de los asuntos musicales, el tiempo y la historia. Finalmente, la influencia de Kafka es preponderante en Habitantes.
Habitantes actúa como un puente entre este primer período de aprendizaje y un segundo momento en el que sobresalen los libros de cuentos Réquiem por un fantasma y El beso de la noche. Ambos libros, que se ocupan de la violencia en la ciudad de Medellín, toman diferentes tonalidades estilísticas que provienen de la literatura francesa contemporánea, especialmente de autores como Pascal Quignard y Pierre Michon. Sin duda alguna, la vivencia en Francia de Montoya ha marcado su obra. Esto es aún más visible en sus novelas La Sed del ojo y Lejos de Roma, en las que las voces de Albert Camus y Marguerite Yourcenar son ostensibles. En su último libro de cuentos publicado, Adiós a los próceres, las influencias literarias podrían situarse en Voltaire, por el giro paródico y sarcástico que presenta la obra; pero también se detectan destellos de Vidas imaginarias de Marcel Schwob y de Historia universal de la infamia de Borges.

La madurez narrativa de Pablo Montoya inicia con la publicación de La sed del ojo, obra que recrea los inicios de la fotografía erótica en París a partir de la vida del fotógrafo francés Auguste Belloc. Las novelas que siguen, Lejos de Roma, Los derrotados y Tríptico de la infamia, consolidan la obra de Montoya como una de las más singulares y logradas de la novela colombiana contemporánea. Esta particularidad de su obra fue resaltada por el jurado del Premio José Donoso en 2016:
Tiene un carácter disruptivo e innovador que no solo se desvía de las corrientes de la literatura colombiana de las últimas dos décadas, sino que también ensancha el imaginario latinoamericano al incorporar historias y tradiciones estéticas y vivenciales opacadas por las exigencias del mercado cultural. [...] Es un maestro de la frase corta, y de la descripción de sensaciones y emociones. En la traza de las grandes figuras de la escritura de América Latina, nutre su tratamiento de temas nacionales con un generoso universalismo.
Lejos de Roma aborda el exilio del poeta romano Ovidio desde una perspectiva narrativa donde la poesía ocupa un lugar crucial. El escritor español Carlos García Gual destaca, precisamente, la creación de esta atmósfera poética en la obra para referirse a la forma en que Montoya logra evocar «(…) la vivencia del desarraigo, la soledad y la nostalgia, que asume el rostro del poeta latino, y se expresa en sus tersos monólogos, pero podría referirse a las soledades de tantos exiliados».
Los derrotados, quizás la novela más ambiciosa de Montoya, fue rechazada en su momento (Lejos de Roma también tuvo este destino hasta que, finalmente, fue editada por Alfaguara) por varias de las grandes editoriales de lengua española. Pero actualmente es considerada una de la novelas más originales y audaces frente al tratamiento del tema de la violencia colombiana. Es también una obra que ha suscitado diferentes investigaciones académicas en las universidades colombianas, latinoamericanas y europeas. Un ejemplo es el estudio realizado por el investigador italiano Erminio Corti para la revista Iperstoria en donde sostiene lo compleja y lo bien lograda que resulta la estructura de la obra:
La complejidad de la novela de Pablo Montoya no es gratuita, es decir, no responde simplemente al deseo del autor de experimentar con una escritura heterogénea, de desafiar los límites impuestos por los cánones literarios, y menos aún de ostentar su habilidad en el dominio técnico del medio expresivo. Por lo contrario, esta complejidad y variedad es el instrumento obligado para intentar comprender y representar de la manera más eficaz posible la realidad social, histórica y cultural de Colombia. No sólo de la Colombia de hoy, desgarrada por una guerra civil que dura ya más de medio siglo, sino también de la Colombia del pasado colonial y de la independencia, épocas en las cuales se han originado los males de la contemporaneidad.
En Los derrotados se tratan las relaciones entre fotografía, botánica y literatura con las militancias revolucionarias de la Colombia de los dos últimos siglos. Es, a la vez, una novela sobre el sabio neogranadino Francisco José de Caldas y sobre los avatares que tres jóvenes colombianos viven en en el seno del EPL (Ejército Popular de Liberación), una de las guerrillas comunistas de finales del siglo XX.

Pero es Tríptico de la infamia la novela más celebrada de Montoya. Esta novela, merecedora de tres premios internacionales de literatura (Rómulo Gallegos, José Donosoy José María Arguedas), le ha valido a su autor un puesto notable en la narrativa latinoamericana de los últimos años. Tríptico de la infamia gira en torno a la vida de tres artistas europeos del siglo XVI y su vínculo con las guerras de religión y la conquista de América. Eugenio Marrón escribe sobre la obra:
Fascinados por un mundo que se abría ante ellos sin apartar ni un ápice de belleza y horror, Le Moyne, Dubois y De Bry regresan desde aquellos tiempos, a la vera de una novela que no únicamente rememora los abismos y los espantos de la conquista en América y de la beligerancia religiosa en Europa durante el siglo xvi, sino igualmente las claves de sus oficios para dar fe de cómo, siendo testigos y víctimas de la infamia, se alzaron para dejar pruebas irrefutables de ella, a la vez que estampas cuyos derroteros produjeron con gran aliento.
El jurado del premio Rómulo Gallegos, al otorgarle el premio, consideró que la novela trata de una manera novedosa la historia de la conquista americana. La novela ha sido traducida al italiano, al francés y al chino.
Por último, la agrupación de prosas poéticas llamada Viajeros merece un puesto preponderante en la obra de Montoya. Son minificciones o poemas en prosa que recogen personajes de la historia y de la imaginación e intentan condensar, desde la brevedad y el manejo de una escritura contundente, la historia del viaje. El poeta colombiano Jorge Cadavid enfatiza la manera en que esta obra resulta excepcional por su contenido, su ejecución y su estilo, que es «(...) una red envolvente, un tejido sin fisuras por donde vagan errantes sus criaturas de luz y tiempo: Eneas, Ulises, Lao Tsé, Dante, Alejandro»
En Terceto se reúnen no solo las prosas de Viajeros, sino las que integran Trazos, una historia poética de la pintura, y Programa de mano, una condensada y poética historia de la música. 

## Obra publicada

### Cuento
- Cuentos de Niquía, 1996
- La sinfónica y otros cuentos musicales, 1997
- Habitantes, 1999
- Razia, 2001
- Réquiem por un fantasma, 2006
- El beso de la noche, 2010
- Adiós a los próceres, 2010

### Poesía
- Viajeros, 1999
- Cuaderno de París, 2007
- Trazos, 2007
- Sólo una luz de agua: Francisco de Asís y Giotto, 2009
- Programa de mano, 2014
- Hombre en ruinas, 2018
- Pequeño libro de instrumentos musicales, 2024

### Novela
- La sed del ojo, 2004
- Lejos de Roma, 2008
- Los derrotados, 2012
- Tríptico de la infamia, 2014
- La escuela de música, 2018
- La sombra de Orión, 2021
- Marco Aurelio y los límites del imperio, 2024

### Ensayo
- Música de pájaros, 2005
- Novela histórica en Colombia 1988-2008: entre la pompa y el fracaso, 2009
- Un Robinson cercano, diez ensayos sobre literatura francesa del siglo XX, 2013
- La música en la obra de Alejo Carpentier, 2013
- Una patria universal, 2022

### Selecciones, recopilaciones, antologías
- Terceto, 2016
- Español, lengua mía y otros discursos, 2017
- Adagio para cuerdas, 2012
- Mi mano busca en el vacío, 2019
- Invención de un nombre, 2022
- La muerte anda suelta, 2023

## Premios y reconocimientos
- Premio Rómulo Gallegos (2015)
- Premio Iberoamericano de Letras José Donoso (2016)
- Premio José María Arguedas (2017)